# Алжир на летних Олимпийских играх 2020
Алжир на летних Олимпийских играх 2020 года был представлен 41 спортсменом в 14 видах спорта. 
В связи с пандемией COVID-19 Международный олимпийский комитет принял решение перенести Игры на 2021 год.

## Состав сборной
Академическая гребля
1. Квота 1
2. Квота 2

 Бокс
1. Абдельхафид Беншабла
2. Шайб Булудинат
3. Юнес Немуши
4. Мохамед Флисси
5. Мохаммед Хумри
6. Румайса Буалам
7. Иман Хелиф
8. Ишрак Шаиб

Велоспорт
 Шоссейный велоспорт
1. Квота 1

 Плавание
1. Квота 1

## Результаты соревнований

### Академическая гребля
Соревнования по академической гребле пройдут с 24 по 31 июля 2020 года на гребном канале Си Форест в Токийском заливе. В следующий раунд из каждого заезда проходят несколько лучших экипажей (в зависимости от дисциплины). В июне 2017 года МОК, в рамках проводимой политики гендерного равенства, утвердил решение о замене соревнований в мужских легковесных четвёрках на женские четвёрки распашные. Впервые в истории количество дисциплин у мужчин и женщин в олимпийской программе академической гребли стало равным.
В отборочный заезд гребных соревнований попадают спортсмены, выбывшие в предварительном раунде. В финал A выходят 6 сильнейших экипажей, остальные разыгрывают места в утешительных финалах B-F.
Основным этапом отбора на Олимпийские игры стал чемпионат мира 2019 года в австрийском Оттенсхайме. По его результатам алжирские гребцы завоевали олимпийскую лицензию в легковесных двойках.
Мужчины
| Соревнование              | Спортсмены | Предварительный заезд | Предварительный заезд | Предварительный заезд | Отборочный заезд | Отборочный заезд | Отборочный заезд | Четвертьфинал | Четвертьфинал | Четвертьфинал | Полуфинал | Полуфинал | Полуфинал | Финал | Финал | Итоговое место |
| Соревнование              | Спортсмены | Заезд                 | Время                 | Место                 | Заезд            | Время            | Место            | Заезд         | Время         | Место         | Заезд     | Время     | Место     | Время | Место | Итоговое место |
| ------------------------- | ---------- | --------------------- | --------------------- | --------------------- | ---------------- | ---------------- | ---------------- | ------------- | ------------- | ------------- | --------- | --------- | --------- | ----- | ----- | -------------- |
| двойки парные, лёгкий вес |            |                       |                       |                       |                  |                  |                  | не проводится | не проводится | не проводится |           |           |           | Финал | Финал |                |
| двойки парные, лёгкий вес |            |                       |                       |                       |                  |                  |                  | не проводится | не проводится | не проводится |           |           |           |       |       |                |

### Велоспорт
Соревнования по велоспорту на летних Олимпийских играх 2020 пройдут с 25 июля по 9 августа.

#### Шоссейный велоспорт
Соревнования в шоссейных велогонках на Играх 2020 года пройдут с 25 по 29 июля. Старт соревнований будет происходить в парке Мусасиномори. Большая часть дистанции будет располагаться за пределами Токио, в том числе и на трассе формулы-1 Фудзи Спидвей. Дистанция шоссейной гонки у мужчин составит 234 км, а у женщин — 137 км.
Основным критерием отбора стран для участия в Олимпийских играх стал мировой рейтинг UCI, сформированный по результатам квалификационных соревнований в период с 22 октября 2018 года по 22 октября 2019 года. Также небольшая часть квот была распределена по результатам континентальных первенств и чемпионата мира 2019 года.
Сборная Алжира завоевала олимпийскую лицензию, благодаря удачному выступлению на чемпионате Африки, который прошёл с 15 по 20 марта 2019 года в Эфиопии. В мужской части соревнований серебряным призёром стал Аззедин Лагаб. В четвёртый раз алжирские велосипедисты выступят на Олимпийских играх. Последний раз велосипедист из Алжира принимал участие в Играх 2012 года, причём им был как раз Аззедин Лагаб.
Мужчины
| Соревнование    | Спортсмены | Время | Место | Отставание |
| --------------- | ---------- | ----- | ----- | ---------- |
| групповая гонка |            |       |       |            |